# 小行星3062
小行星3062（3062 Wren）是一颗围绕太阳公转的小行星。1982年12月14日，愛德華·鮑威爾在可可尼诺县发现了此天体。
該小行星以英國建築師和天文學家克里斯多福·雷恩命名。
这颗小行星的绝对星等为271.52760等。